# June Tyson
June Tyson (Albemarle, 5 febbraio 1936 – Filadelfia, 24 novembre 1992) è stata una cantante e violinista statunitense jazz, free jazz, e R&B. 
La Tyson è soprattutto nota per la sua lunga permanenza nell'Arkestra del musicista jazz d'avanguardia Sun Ra, dalla fine del 1968 all'anno della morte. Una delle pochissime donne ad essere ammessa a pieno titolo nel gruppo, alla fine degli anni ottanta le venne diagnosticato un tumore che andò sempre più peggiorando nel tempo. Quando fu ormai impossibilitata a cantare a causa della malattia, suonò il violino nelle sue ultime esibizioni con l'Arkestra.